# Repérabilité
Selon le schéma des facettes de l'expérience utilisateur sur le Web créé par l'architecte informationnel Peter Morville, la repérabilité ou trouvabilité (calque de l’anglais findability), est la capacité du contenu à être repéré dans un site Web.
La repérabilité externe d'un site Web se différencie de sa repérabilité interne :
- Externe : le site Web (et son contenu) doit être repérable par le biais des moteurs de recherche tels que Baidu, Bing, Google, Yahoo! ou Yandex ;
- Interne : le contenu cherché par l'internaute doit être repérable sur le site Web qu'il explore.